# Anatoli Ktorov
Anatoli Petrovitch Ktorov (en russe : Анатолий Петрович Кторов), né à Moscou (Empire russe) le 12 avril 1898 (24 avril 1898 dans le calendrier grégorien)  et mort 30 septembre 1980 à Moscou, Russie, est un acteur soviétique.

## Biographie
En 1913 — 1916 Ktorov a fait ses études à  l'École théâtrale de F.Komissargevski. Dans les années 20-èmes il a travaillé au 
théâtre Korch. En ce temps réalisateur du cinéma Yakov Protazanov fait trois comédies avec Ktorov et son ami Igor Ilinski. Après la fermeture du théâtre en 1933 Ktorov est devenu l'acteur du théâtre d'art Anton-Tchekhov où il a travaillé jusqu'à sa mort. Ktorov avait grand succès dans le rôle de George Bernard Shaw (spectacle «Cher menteur» de Jerome Kilty, plus de 400 fois).
Ktorov  est mort à 1980 et inhumé au cimetière de la Présentation.

## Filmographie partielle
- 1925 : Le Tailleur de Torjok (Закройщик из Торжка): Tolia
- 1925 : La Fièvre des échecs (Шахматная лихорадка): passager du tramvay
- 1926 : Le Procès des trois millions (Процесс о трёх миллионах): Cascarillia, voleur
- 1930 : La Fête de saint Jorgen (Праздник святого Йоргена): Korkis, voleur
- 1936 : La Fille sans dot (Bespridannitsa) de Iakov Protazanov :  Paratov, marchand
- 1965 : Guerre et Paix (Война и мир): prince Bolkonski (aîné)
- 1969 : Posol Sovetskogo Soiouza (Посол Советского Союза): le roi.

## Décorations
- 1952: Prix d'État de l'URSS
- 1953: Artiste du peuple de l'URSS
- 1967: Ordre de Lénine
- 1973: Ordre du Drapeau rouge du Travail
- 1978: Ordre du Drapeau rouge du Travail